# Jun Jung-lin
Jun Jung-lin (Pusan, 27 gennaio 1989) è un bobbista sudcoreano, medaglia d'argento olimpica nel bob a quattro a Pyeongchang 2018.

## Biografia
Si avvicinò alla disciplina nel 2011 all'Università Yonsei conoscendo Kim Dong-hyun e da maggio 2012 fa parte della nazionale coreana. 
Esordisce in Coppa del Mondo nella stagione 2012-13 classificandosi ventunesimo a Lake Placid nel bob in coppia con Won Yun-jong. Prenderà parte alla sua prima Olimpiade a Soči 2014 nel bob a quattro, classificandosi diciottesimi, e in coppia con Kim Dong-hyun, arrivando ventitreesimi nella gara a due. Da quel momento inizia un sodalizio con Kim con cui competerà per le successive coppe del mondo.
A Pyeongchang 2018, insieme a Kim, rinunciano alla competizione di coppia per concentrarsi nella gara a squadre conquistando una medaglia d'argento (prima medaglia olimpica per la Corea del Sud e in generale per una nazione asiatica nella storia di questa disciplina) insieme al pilota Won Yun-jong e Seo Young-woo, alle spalle della Germania.

## Palmarès

### Olimpiadi
- 1 medaglia:
  - 1 argento (bob a quattro a Pyeongchang 2018).